# Dachsberg (Kirchseeon)
Der Dachsberg ist ein bewaldeter Hügel auf dem Gemeindegebiet von Kirchseeon. An seinem höchsten Punkt befindet sich ein Wasserwerk.